# Redland (Alabama)
Redland – jednostka osadnicza w Stanach Zjednoczonych, w stanie Alabama, w hrabstwie Elmore.